# شهرستان واشینگتن (ورمانت)
شهرستان واشینگتن واقع در ایالت ورمانت است. جمعیت این شهرستان بر اساس سرشماری سال ۲۰۱۰ آمریکا ۵۹۵۳۴ نفر گزارش شده‌است. مرکز شهرستان واشینگتن، شهر مونتپلیه است که پایتخت ایالت ورمانت نیز هست.این شهرستان در تاریخ ۱۵ ژانویه ۱۷۷۷ بنیانگذاری شده‌است و به افتخار جورج واشینگتن نامگذاری شده‌است.